# Gustav Robert Kirchhoff
Gustav Robert Kirchhoff (Königsberg, 12 de març del 1824 – Berlín, 17 d'octubre del 1887), fou un físic i matemàtic prussià que va contribuir a la comprensió fonamental dels circuits elèctrics, l'espectroscòpia i l'emissió de radiació del cos negre per part d'objectes escalfats.
Va encunyar el terme radiació del cos negre el 1860.
Diversos conjunts diferents de conceptes reben el seu nom (lleis de Kirchhoff), que inclouen les lleis del circuit de Kirchhoff, la llei de la radiació tèrmica de Kirchhoff i la llei de la termoquímica de Kirchhoff.
El premi Bunsen-Kirchhoff d'espectroscòpia porta el nom de Kirchhoff i el seu col·lega, Robert Bunsen.

## Vida i obra
Gustav Kirchhoff va néixer el 12 de març de 1824 a Königsberg, Prússia, fill de Friedrich Kirchhoff, advocat, i de Johanna Henriette Wittke. La seva família era de confessió luterana i afiliada a l'Església Evangèlica de Prússia. La família pertanyia a la pròspera comunitat intel·lectual de Königsberg, i Gustav, el fill més dotat dels Kirchhoff, va ser educat amb la convicció que el servei a Prússia era l’únic camí possible per a ell. En aquella època, els professors universitaris també eren funcionaris públics, de manera que els seus pares van considerar que la docència universitària era la millor manera perquè algú amb grans capacitats acadèmiques contribuís al país.
Es va graduar el 1847 a la Universitat Albertus de Königsberg, que havia estat fundada en 1544 per Albert, el primer duc de Prússia. Franz Ernst Neumann i Carl Gustav Jacob Jacobi havien instaurat conjuntament un seminari de física matemàtica per introduir els seus alumnes als mètodes de recerca. De 1843 a 1846 Kirchhoff va  assistir al seminari matemàtic-físic dirigit per Carl Gustav Jacob Jacobi, Franz Ernst Neumann i Friedrich Julius Richelot. Quan Kirchhoff va començar a estudiar a Königsberg, Neumann va centrar el seu interès cap a la inducció elèctrica. De fet, Neumann va publicar el primer dels seus dos estudis especialitzats en inducció el 1845, mentre Kirchhoff estudiava amb ell. Kirchhoff va ser instruït en matemàtiques a la Universitat de Königsberg per Friedrich Jules Richelot. Mentre estava estudiant amb Neumann, Kirchhoff va fer la seva primera contribució excel·lent en la investigació relacionada amb els corrents elèctrics.
El mateix any, es va traslladar a Berlín, on va romandre fins que va rebre una càtedra a Breslau. Més tard, el 1857, es va casar amb Clara Richelot, filla del professor i amb qui va tenir cinc fills. Clara va morir el 1869 i Kirchhoff es va tornar a casar el 1872 amb Luise Brömmel.
Kirchhoff va formular les seves lleis de circuits, que ara són omnipresents en l'enginyeria elèctrica, el 1845, quan encara era estudiant. Va iniciar l'estudi com a exercici de seminari i més tard el va desenvolupar en la seva tesi doctoral. Va ser reclamat a la Universitat de Heidelberg el 1854, on va col·laborar en treballs espectroscòpics amb Robert Bunsen, amb qui va acabar formant una gran amistat. El 1857, va calcular que un senyal elèctric en un cable sense resistència viatja a través del cable a la velocitat de la llum. Va proposar la seva llei de la radiació tèrmica el 1859, i va donar una prova el 1861. Kirchhoff i Bunsen van inventar l'espectroscopi, que Kirchhoff va utilitzar per ser pioner en la identificació dels elements del Sol, demostrant el 1859 que el Sol conté sodi. El 1861, els dos van descobrir el cesi i el rubidi. A Heidelberg va dirigir un seminari matemàtic-físic, inspirat en el de Franz Ernst Neumann, amb el matemàtic Leo Königsberger. Entre els que van anar a aquest seminari hi havia Arthur Schuster i Sófia Kovalévskaya.
Va contribuir molt al camp de l'espectroscòpia en formalitzar tres lleis que descriuen la composició espectral de la llum emesa per objectes incandescents, basant-se substancialment en els descobriments de David Alter i Anders Jonas Ångström. El 1862, se li va concedir la medalla Rumford per les investigacions fetes sobre les línies fixes de l'espectre solar i sobre la inversió de les línies brillants en l'espectre de la llum artificial. El 1875 Kirchhoff va acceptar la primera càtedra dedicada específicament a la física teòrica a Berlín. El treball de Kirchhoff en la radiació del cos negre va ser fonamental per al desenvolupament de la teoria quàntica. L'astrònom i físic Joseph von Fraunhofer havia observat les línies brillants a l'espectre produït per les flames i va notar que apareixien en freqüències similars a les línies fosques a l'espectre del Sol. Per fer un progrés més gran, es requerien disposar de mostres pures d'aquestes substàncies, ja que en contenir impureses es produïa una imatge confusa de les línies. Kirchhoff va ser capaç de fer aquest important avenç, produint les formes pures de les substàncies estudiades, i el 1859 va poder adonar-se que cada element tenia característiques úniques a l'espectre. Va presentar la seva llei de la radiació enunciant el descobert, dient que per a un àtom o molècula donada, l'emissió i absorció de freqüències són les mateixes.
També va contribuir a l'òptica, resolent acuradament l'equació d'ona per proporcionar una base sòlida per al principi de Huygens (i corregir-lo en el procés).
El 1864, va ser elegit membre de la American Philosophical Society.
El 1884, es va convertir en membre estranger de la Reial Acadèmia d'Arts i Ciències dels Països Baixos.
Kirchhoff va morir el 1887 i va ser enterrat al cementiri de St Matthäus Kirchhof a Schöneberg, Berlín (a pocs metres de les tombes dels germans Grimm). Leopold Kronecker està enterrat al mateix cementiri.

### Lleis del circuit de Kirchhoff
La primera llei de Kirchhoff és que la suma algebraica de corrents en una xarxa de conductors que es troben en un punt (o node) és zero. La segona llei és que en un circuit tancat, les sumes dirigides de les tensions del sistema són zero.

### Les tres lleis de l'espectroscòpia de Kirchhoff

Representació visual de les lleis de l'espectroscòpia de Kirchhoff

1. Un gas sòlid, líquid o dens excitat per a emetre llum irradiarà a totes les longituds d'ona i, per tant, produirà un espectre continu.

1. Un gas de baixa densitat excitat per a emetre llum el farà amb longituds d'ona específiques, i això produeix un espectre d'emissió.

1. Si la llum que compon un espectre continu passa a través d'un gas fresc de baixa densitat, el resultat serà un espectre d'absorció.

Kirchhoff desconeixia l'existència de nivells d'energia als àtoms. L'existència de línies espectrals discretes era coneguda des que Fraunhofer les va descobrir el 1814. Johann Balmer va descriure el 1885 que les línies formaven un patró matemàtic discret. Joseph Larmor va explicar la divisió de les línies espectrals en un camp magnètic conegut com a efecte Zeeman per l’oscil·lació dels electrons. Aquestes línies espectrals discretes no es van explicar com a transicions d'electrons fins al model de Bohr de l'àtom el 1913, que va ajudar a conduir a la mecànica quàntica.

### Llei de Kirchhoff de la radiació tèrmica
Va ser la llei de radiació tèrmica de Kirchhoff en la qual va proposar una llei universal desconeguda per a la radiació que va portar a Max Planck al descobriment de l'acció quàntica que va conduir a la mecànica quàntica.

### Llei de la termoquímica de Kirchhoff
Kirchhoff va mostrar el 1858 que, en la termoquímica, la variació de la calor d'una reacció química està donada per la diferència en la capacitat de calor entre productes i reactants:
{\displaystyle \left({\frac {\partial \Delta H}{\partial T}}\right)_{p}=\Delta C_{p}}.
La integració d'aquesta equació permet avaluar la calor de reacció a una temperatura a partir de mesures a una altra temperatura.

### Teorema de Kirchhoff en teoria de grafs
Kirchhoff també va treballar en el camp matemàtic de la teoria de grafs, en el qual va demostrar el teorema de l'arbre matricial de Kirchhoff.

## Obres
- Gesammelte Abhandlungen (en alemany).  Leipzig: Johann Ambrosius Barth, 1882.
- Vorlesungen über Electricität und Magnetismus (en alemany).  Leipzig: Benedictus Gotthelf Teubner, 1891.
- Vorlesungen über mathematische Physik. 4 vols., B. G. Teubner, Leipzig 1876–1894.
  - Vol. 1: Mechanik. 1. Auflage, B. G. Teubner, Leipzig 1876 (online).
  - Vol. 2: Mathematische Optik. B. G. Teubner, Leipzig 1891 (Herausgegeben von Kurt Hensel, online).
  - Vol. 3: Electricität und Magnetismus. B. G. Teubner, Leipzig 1891 (Herausgegeben von Max Planck, online).
  - Vol. 4: Theorie der Wärme. B. G. Teubner, Leipzig 1894, Herausgegeben von Max Planck[16]